# Ralph Paget
Sir Ralph Spencer Paget (26. listopadu 1864, Kodaň, Dánsko – 10. května 1940, Saint Raphael, Francie) byl britský diplomat. V diplomatických službách strávil přes třicet let, působil na různých místech v Evropě, Asii, Africe a Americe. Vynikl jako vyslanec v Thajsku (1904–1909), kariéru zakončil jako velvyslanec v Brazílii (1918–1920).

## Životopis
Pocházel z významné šlechtické rodiny Pagetů, narodil se v Kodani jako mladší syn diplomata Sira Augusta Pageta (1823–1896), matka Walburga, rozená hraběnka z Hohenthalu (1839–1929), pocházela z Německa a byla dvorní dámou královny Viktorie. Ralph studoval v Etonu, další vzdělání si doplnil v zahraničí. Diplomatickou kariéru zahájil jako atašé ve Vídni (1888–1889), kde byl jeho otec tehdy velvyslancem. V letech 1889–1891 spolu s Evelynem Baringem působil v Egyptě, poté krátce v Zanzibaru (1891–1892). Na nižších diplomatických postech pak pracoval ve Washingtonu a Tokiu, v letech 1901–1902 jako chargé d'affaires hájil britské obchodní a politické zájmy v Guatemale. Ve stejné funkci přešel v roce 1902 do Bangkoku, kde byl pak v letech 1904–1909 zplnomocněným vyslancem. V Siamu se prosadil jako úspěšný obhájce britských diplomatických i ekonomických zájmů, v roce 1908 získal Viktoriin řád

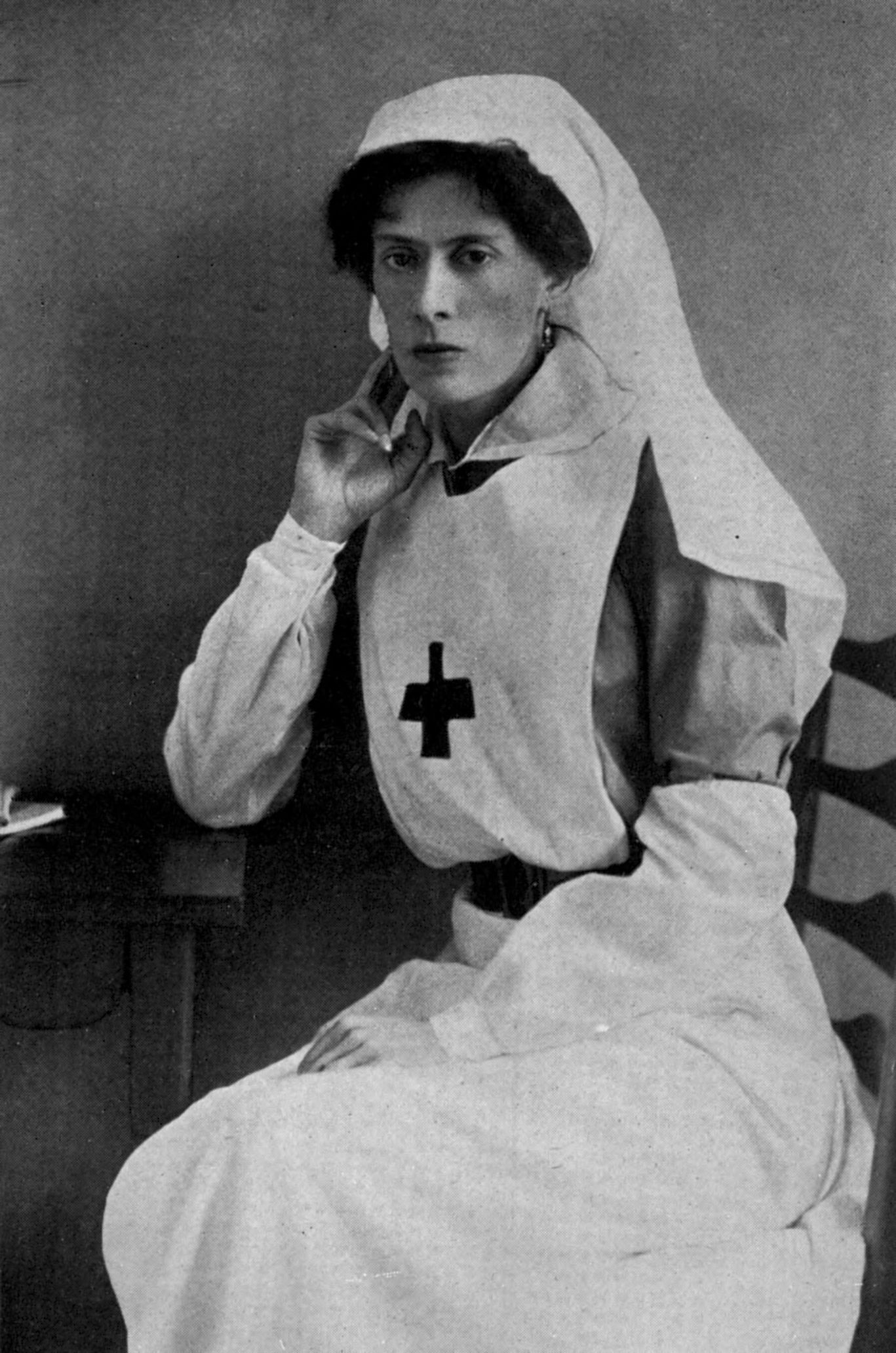
Louise Paget (1881–1958) jako zdravotní sestra Mezinárodního červeného kříže

V letech 1909–1910 byl britským vyslancem v Mnichově, i když byl původně zvažován pro funkci velvyslance v Berlíně. Oproti svému předchozímu působení v Asii nebyl v Bavorsku příliš vytížen, protože hlavní linie britsko-německých vztahů se odehrávala v Berlíně. Jako rytíř Řádu sv. Michala a sv. Jiří získal v roce 1909 šlechtický titul. V letech 1910–1913 byl vyslancem v Bělehradě, v Srbsku získal Řád bílého orla. Za první světové války pracoval na ministerstvu zahraničí a byl též komisařem Mezinárodního červeného kříže. V letech 1916–1918 byl vyslancem v Kodani, odkud odešel po poklesu britského vlivu v tomto regionu a také kvůli klimatu. V roce 1918 byl zastupitelský úřad v Rio de Janeiru povýšen na velvyslanectví a Ralph Paget zde byl prvním britským velvyslancem (1918–1920). Do Brazílie však dorazil až v říjnu 1919, protože se mezitím zúčastnil pařížské mírové konference a cestou do jižní Ameriky byl ještě pověřen zvláštní misí v Karibiku. V roce 1919 byl jmenován členem Tajné rady, po návratu z Brazílie v roce 1920 žil v soukromí.
V roce 1907 se oženil se svou sestřenicí Louisou Pagetovou (1881–1958), dcerou generála Sira Arthura Pageta. Louisa Paget se celoživotně zabývala problematikou Balkánu, během první balkánské války zřídila vojenskou nemocnici v Bělehradě, kde sama pracovala jako zdravotní sestra a nakazila se tyfem. Později získala Řád britské říše, v roce 1934 se zúčastnila pohřbu zavražděného jugoslávského krále Alexandra. Za druhé světové války pomáhala jugoslávským přistěhovalcům v Británii.